# Milburn Wagon Company

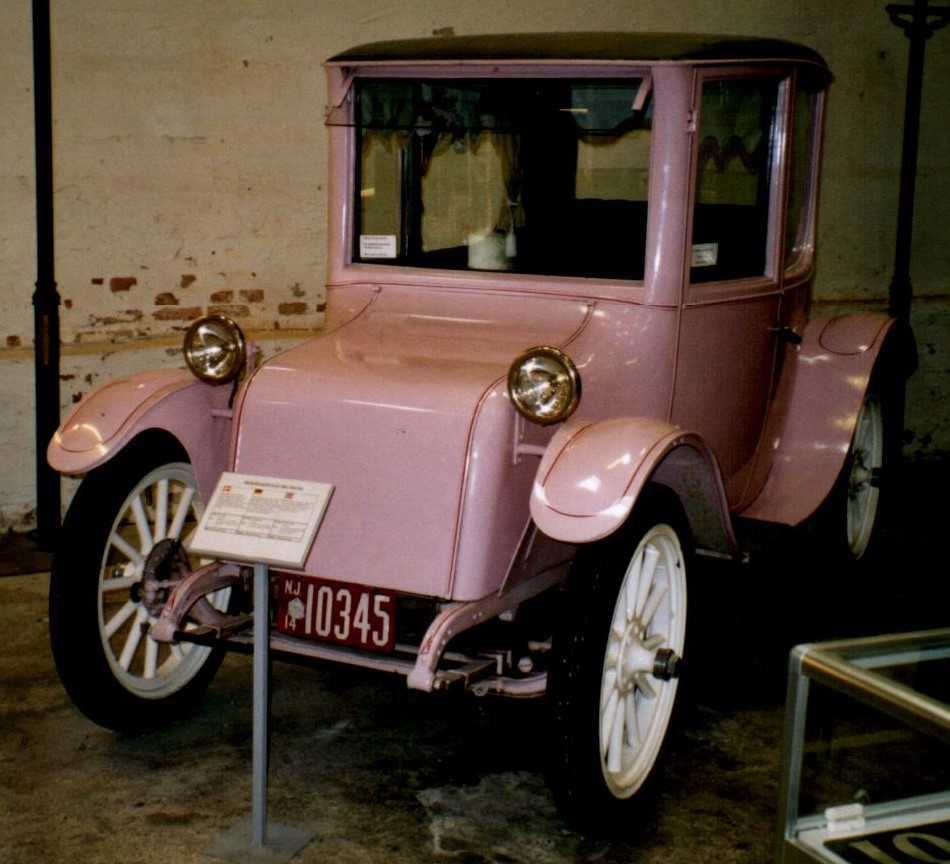
Milburn, angeblich von 1914

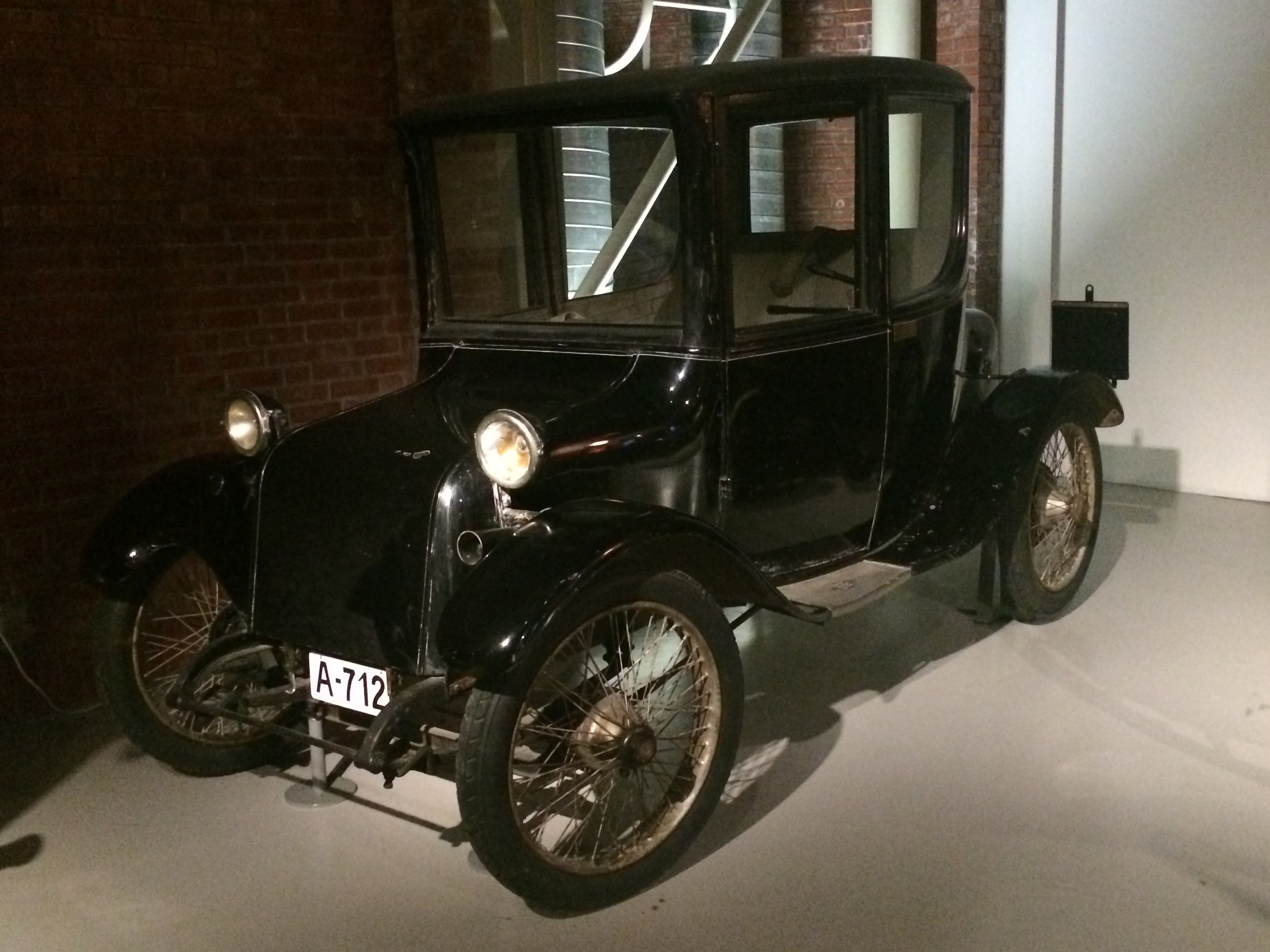
Milburn von 1919

Milburn Wagon Company war ein US-amerikanischer Hersteller von Fahrzeugen.

## Unternehmensgeschichte
Das Unternehmen wurde 1848 in Toledo in Ohio gegründet. Es stellte jahrelang Kutschen her. Zwischen 1909 und 1911 nutzte die Ohio Electric Car Company einen Teil des Werks. Im September 1914 begann die eigene Produktion von Elektroautos. Der Markenname lautete Milburn. 1915 entstanden bereits 1000 Fahrzeuge und im Folgejahr 1500.
Im Dezember 1919 zerstörte ein Feuer große Teile der Fabrik. Außerdem war der Markt für Elektroautos rückläufig. Beides wirkte sich negativ aus. Trotzdem wurde die Herstellung erneut aufgenommen. 1921 waren allerdings nur 200 Mitarbeiter mit der Fahrzeugproduktion beschäftigt. Die übrigen 600 Arbeiter montierten Karosserien für General Motors, insbesondere für deren Marke Oldsmobile.
Im Februar 1923 übernahm General Motors das Werk für 2 Millionen US-Dollar. Zwei Monate später endete die Produktion von Fahrzeugen und Karosserien. Buick nutzte daraufhin die Fabrik.

## Fahrzeuge
Im Angebot standen ausschließlich Elektroautos. Die Reichweite war zunächst mit 96 bis 120 km angegeben. Ab 1918 war es ganz leicht möglich, leere Batterien gegen volle zu tauschen.
Von 1915 bis 1916 hatte das Fahrgestell einen Radstand von 267 cm. Angeboten wurden ein Light Coupé, ein Light Roadster und ein leichter Lieferwagen. Für das Coupé waren 24 km/h Höchstgeschwindigkeit angegeben und für den Roadster 30 km/h.
1917 wurde der Radstand auf 267 cm verlängert. Nun gab es Light Electric Brougham und ein Town Car.
1918 ersetzten zwei verschiedene Limousinen das Town Car.
1919 entfielen die Limousinen.
1920 wurde der Brougham in Model 27 L umbenannt. Außerdem gab es ein Taxi mit 282 cm Radstand.
1921 entfiel das Taxi wieder. Einziges Modell war bis zur Produktionseinstellung 1923 das Model 27 L als Brougham.

## Modellübersicht
| Jahr      | Modell     | Radstand (cm) | Aufbau                                            |
| --------- | ---------- | ------------- | ------------------------------------------------- |
| 1915–1916 | Electric   | 254           | Light Coupé, Light Roadster, leichter Lieferwagen |
| 1917      | Electric   | 267           | Light Electric Brougham, Town Car                 |
| 1918      | Electric   | 267           | Light Electric Brougham, Limousine                |
| 1919      | Electric   | 267           | Light Electric Brougham                           |
| 1920      | Model 27 L | 267           | Brougham                                          |
| 1920      | Electric   | 282           | Taxicab                                           |
| 1921      | Model 27 L | 267           | Brougham                                          |
| 1922–1923 | Model 27 L | 267           | Brougham                                          |